# Placówka Straży Celnej „Lukasyn”

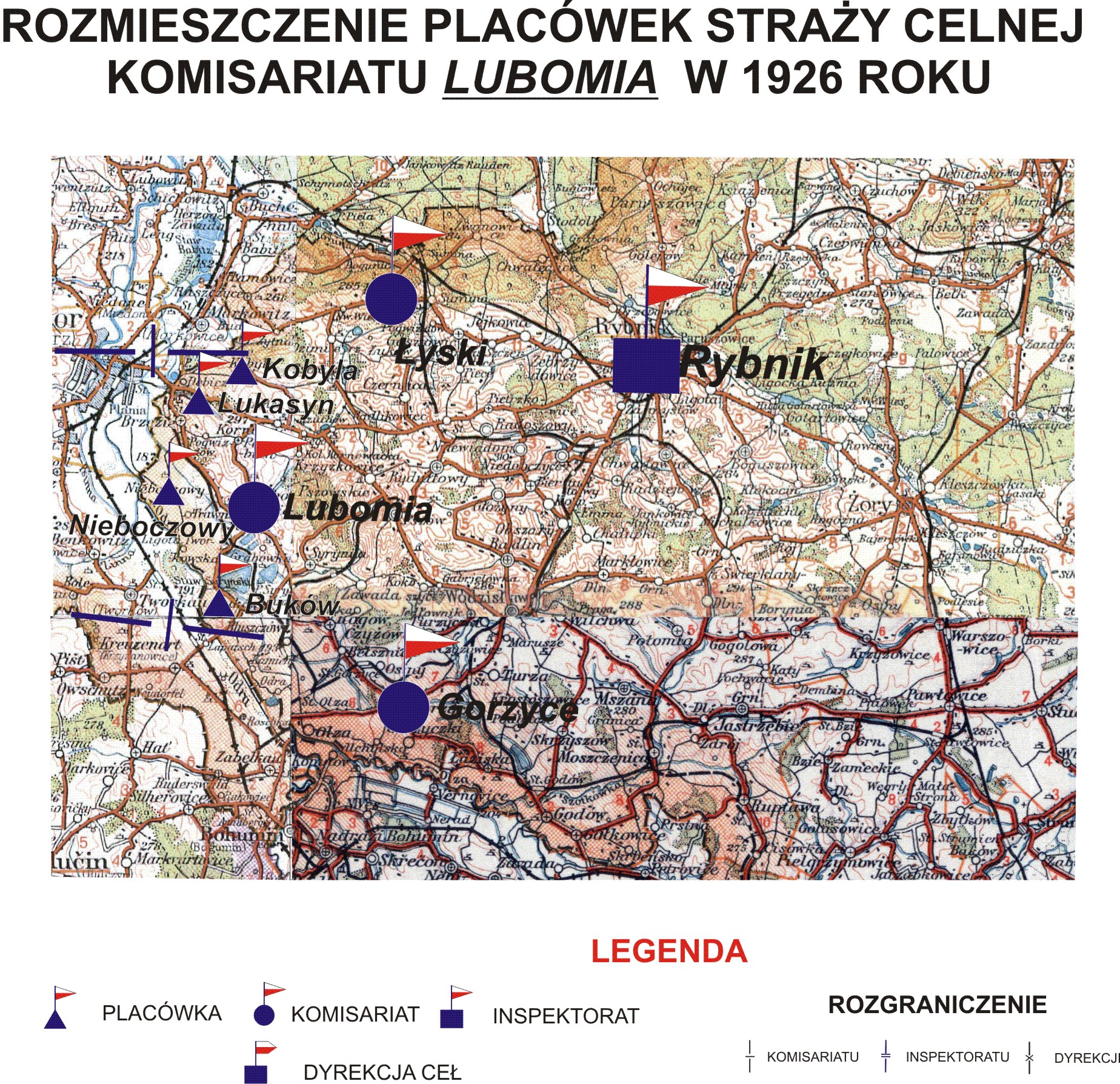
Rozmieszczenie placówek SC Komisariatu Lubomia w 1926

Placówka Straży Celnej „Lukasyn” – jednostka organizacyjna Straży Celnej pełniąca w okresie międzywojennym służbę ochronną na granicy polsko-niemieckiej.

## Geneza
Na wniosek Ministerstwa Skarbu, uchwałą z 10 marca 1920 roku, powołano do życia Straż Celną. Od połowy 1921 roku jednostki Straży Celnej rozpoczęły przejmowanie odcinków granicy od pododdziałów Batalionów Celnych. Proces tworzenia Straży Celnej trwał do końca 1922 roku. 

## Formowanie i zmiany organizacyjne
Początek działalności Straży Celnej na Śląsku datuje się na dzień 15 czerwca 1922 roku. W tym dniu polscy strażnicy celni w zielonych mundurach i rogatywkach wkroczyli  na ziemia  przyznane Polsce. W nocy z 15 na 16 czerwca 1922 roku Straż Celna przejęła ochronę granicy polsko–niemieckiej na Śląsku. W ramach Inspektoratu Straży Celnej „Rybnik” zorganizowany został komisariat Straży Celnej „Lubomia”, a w jego składzie placówka Straży Celnej „Brzezie”  z kierownikiem  dozorcą Franciszkiem Ekertem i „Luksyna” z Franciszkiem Marszałkiem. Funkcjonariusze placówek spotykali się przy skrzynce służbowej mieszczącej się w korytarzu względnie w sieni budynku. Początkowo służbę pełniono bez broni. Dopiero w połowie lipca strażnicy uzbrojeni zostali w karabiny włoskie.
W marcu 1924 roku zlikwidowano placówkę Straży Celnej „Brzezie”.
W 1926 roku placówki przeniosły swoje siedziby do wynajętych ubikacji. Placówka „Lukasyna” funkcjonowała w Fabryce Futer i Skór.
W kwietniu 1927 roku zmieniono nazwę placówki „Lukasyna”  na „Brzezie”.
W drugiej połowie 1927 roku przystąpiono do gruntownej reorganizacji Straży Celnej. W praktyce skutkowało to rozwiązaniem tej formacji granicznej. Ochronę północnej, zachodniej i południowej granicy państwa przejęła powołana z dniem 2 kwietnia 1928 roku Straż Graniczna.
Rozkazem nr 4 z 30 kwietnia 1928 roku w sprawie organizacji Śląskiego Inspektoratu Okręgowego dowódca Straży Granicznej gen. bryg. Stefan Pasławski powołał komisariatu SG „Kornowac”, a rozkazem nr 10 z 5 listopada 1929 roku w sprawie reorganizacji Śląskiego Inspektoratu Okręgowego komendant Straży Granicznej płk Jan Jur-Gorzechowski ustanowił placówkę Straży Granicznej I linii „Brzezie” nad Odrą.

## Funkcjonariusze placówki
Kierownicy placówki
| stopień          | imię i nazwisko, numer    | okres pełnienia służby | kolejne stanowisko |
| ---------------- | ------------------------- | ---------------------- | ------------------ |
|                  | Franciszek Marszałek      | był w 1922             |                    |
| starszy strażnik | Bronisław Brodziński (53) | był w 1926             |                    |

Obsada personalna placówki w 1926:
- starszy strażnik Bronisław Brodziński (53)
- starszy strażnik Tadeusz Wojciechowski (1062)
- strażnik Wacław Łupiński (572)
- strażnik Stanisław Grzybowski (265)
- strażnik Bolesław Zakrzewski (1121)
- strażnik Stanisław Twaróg (373)
- strażnik Józef Musioł (610)
- strażnik Józef Kulesza (448)
- strażnik Stefan Stankiewicz (792)
- strażnik Henryk Oślizło (658)
- strażnik Rudolf Pawlica (683)